# Batalla de Resena
La batalla de Resena va ser una batalla que es va lliurar al 243 entre les forces de l'Imperi Romà, dirigit per Misiteu, prefecte del pretori, i un exèrcit de l'Imperi Sassànida, liderats pel rei Sapor I. Els romans van aconseguir la victòria.
La batalla es va lliurar durant una campanya ordenada per l'emperador Gordià III per reprendre les ciutats romanes de Hatra, Nísibis i Carres. Aquests territoris, en realitat, havien estat conquerits per Sapor I, abans que ell, pel seu pare, el rei Artaxerxes I, quan l'imperi romà estava ple de les guerres internes entre els pretendents al tron.